# Eva Coo
Eva Coo (17 de junio de 1889 – 27 de junio de 1935) fue una mujer canadiense ejecutada en la silla eléctrica por asesinato en el estado de Nueva York, Estados Unidos, el 27 de junio de 1935.

## Biografía
Nació como Eva Curry el 17 de junio de 1889 en Haliburton County, Ontario, Canadá, y se mudó a Toronto cuando era adolescente. Allí, conoció y se casó con un empleado ferroviario llamado William Coo. Se mudaron al estado de Nueva York en Estados Unidos en 1921 y al poco tiempo se separaron.

## Asesinato
En plena Ley Seca, Eva abrió un bar speakeasy en Oneonta, Nueva York entonces una bulliciosa ciudad ferroviaria entre Albany y Binghamton. El local, llamado Eva's Place se hizo popular entre trabajadores ferroviarios, camioneros, obreros de la construcción y universitarios. Eva, una mujer grande (1,70 m y 77 kg) y extrovertida se hizo muy conocida en la región y su personal era local. Uno de sus empleados llamado Harry Wright, era un solterón que después de la muerte de su madre en 1931 le pidió ese verano ir a vivir con ella. Coo malversó la herencia de Wright y quemó su casa para cobrar el dinero del seguro. Después de comprar varias pólizas de seguro de vida de Wright, Coo conspiró para asesinarlo con otra empleada llamada Martha Clift, aprovechando que era un alcohólico que solía caminar borracho por la cuneta.
El 14 de junio de 1934, las dos mujeres llevaron a Harry “Gimpy” Wright (nacido el 29 de octubre de 1880), de 53 años, a una granja aislada en las afueras de Oneonta, Nueva York. Allí, Eva supuestamente lo golpeó con un mazo y Martha lo atropelló con el auto, un Willys-Knight. Luego tiraron su cuerpo al lado de la carretera para simular un atropello y fuga. Aunque se ha proporcionado poca evidencia para corroborar el golpe con el mazo, sigue siendo el símbolo del asesinato y del juicio hasta el día de hoy.
La policía sospechó un homicidio al ser informados por la aseguradora y Clift confesó después de un interrogatorio. El sheriff ordenó la exhumación del cuerpo durante una grotesca reconstrucción de los hechos en agosto de 1934, donde fue llevado a la granja, sacado del ataúd y durante varias horas acarreado por los ayudantes del sheriff de un lado para otro mientras las mujeres se inculpaban la una a la otra.

## Condena y ejecución
A Martha Clift se le permitió declararse culpable de asesinato en segundo grado a cambio de testificar contra Coo, fue condenada por asesinato en segundo grado y recibió una condena de veinte años de prisión, permaneció en prisión durante trece años hasta ser liberada con libertad condicional el resto de la condena.
Eva Coo recibió una sentencia de muerte por asesinato capital. Fue ejecutada en la silla eléctrica en la ciudad de Ossining, estado de Nueva York el 27 de junio de 1935. Proclamando su inocencia hasta el final. Su familia se negó a reclamar su cuerpo, y una hermana dijo "ella ha estado muerta para nosotros durante 17 años", fue enterrada en el campo de alfareros de Sing Sing. El escritor y editor del New York Post, Joseph Cookman, escribió un relato de la ejecución de Coo.

## Representaciones

### Televisión
- El caso es recreado en la serie de televisión Las verdaderas mujeres asesinas (Deadly Women) de Investigation Discovery, en el episodio 2 de la temporada 3 (2009).